# Caro diario
Caro diario è un film del 1993 scritto, diretto e interpretato da Nanni Moretti, vincitore del premio per la miglior regia al Festival di Cannes 1994.

## Trama
Caro diario è composto da tre episodi in cui Moretti interpreta sé stesso in una sorta di diario aperto, come suggerisce il titolo.

### In Vespa

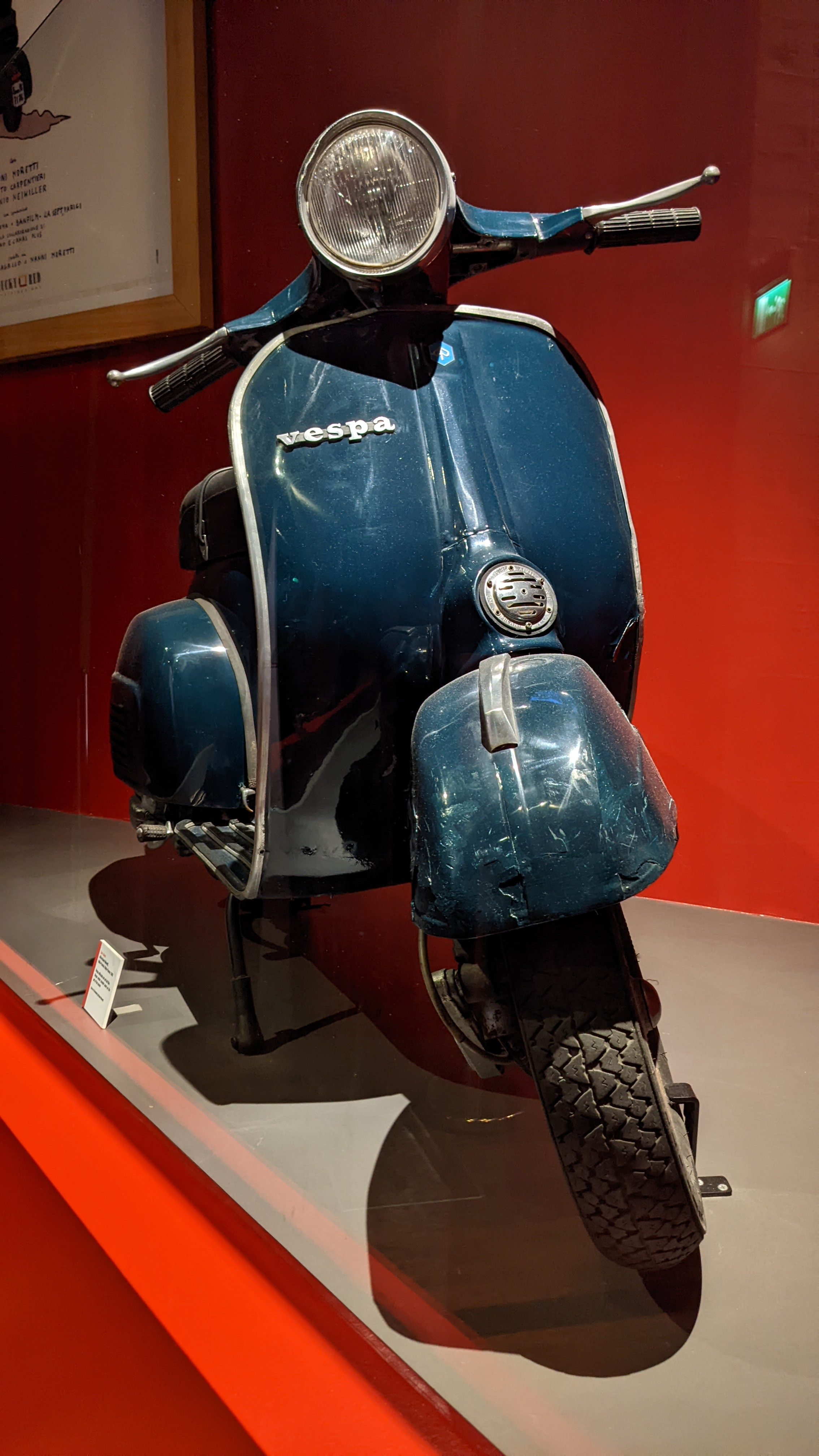
La Vespa 125 blu utilizzata durante le riprese del film, donata al Museo nazionale del cinema di Torino dallo stesso Moretti nel 2016.

Il primo episodio, In Vespa, vede il protagonista nella passeggiata in Vespa attraverso i quartieri di una Roma estiva e semideserta. Le inquadrature di bellezze paesaggistiche, architettoniche e monumentali accompagnano le riflessioni del regista che spaziano dalla critica cinematografica, e in genere al cinema hollywoodiano, alla sociologia e alla sfaccettata urbanistica di diversi quartieri della capitale, dalla Garbatella sino a Spinaceto, quartiere a sud della capitale, le cui strade il regista percorre dopo averne sentito parlare in toni negativi. L'itinerario si conclude a Ostia, nei pressi del luogo in cui fu ucciso Pier Paolo Pasolini e ne fu eretto un monumento alla memoria.

### Isole
Nel secondo episodio, Isole, Moretti è in viaggio alle isole Eolie, in fuga dalla frenesia della vita cittadina. In visita all'isola di Lipari dal suo amico Gerardo, ritiratosi a studiare, non riesce però a trovare la tranquillità tanto bramata nel rumoroso traffico stradale e nella confusione turistica. I due allora si spostano sull'isola di Salina, dove vengono accolti da una coppia di amici di Gerardo con evidenti problemi nel gestire l'educazione del figlio, viziato e teledipendente. Gerardo, nel frattempo, da sempre allergico al mezzo televisivo, se ne scopre casualmente affascinato, in particolare dalle soap opera.
Successivamente, sull'isola di Stromboli, il sindaco megalomane vorrebbe coinvolgerli nei progetti più bislacchi. In visita al vulcano, Gerardo arriva a chiedere ai turisti statunitensi di svelargli in anteprima le vicende della soap opera Beautiful non ancora trasmesse in Italia, ma ogni tipo di programma televisivo ormai lo attrae, trovando in ognuno di essi diversi moventi intellettuali. I due decidono quindi di spostarsi alla volta di Panarea, ma anche questa scelta si rivela poco felice, poiché s'imbattono subito in due animatrici di eventi mondani, col risultato di risalire di corsa sullo stesso aliscafo. Avvilito dall'ennesimo fallimento, Moretti decide di spostarsi sull'isola di Alicudi, la più "selvaggia" dell'arcipelago, priva di acqua corrente ed elettricità. Finalmente entrambi sembrano soddisfatti, ma l'amico Gerardo scappa disperato dall'isola appena si rende conto che, sebbene non sentisse la mancanza della TV, non avrebbe potuto comunque usufruirne.

### Medici
L'ultimo episodio, Medici, racconta della sua odissea, vissuta realmente, e in parte filmata dalla vita reale, alle prese con un linfoma di Hodgkin diagnosticato solamente dopo una serie di pareri discordanti, consulti imprecisi, cure inutili e dispendiose. Partendo da un sintomo di crescente prurito agli arti (che arriva a disturbargli il sonno), a cui più tardi si accompagneranno tosse, sudorazione e dimagrimento, il protagonista si rivolge invano a molti luminari della dermatologia, ottenendo solamente continue prescrizioni di farmaci, di vari tipi di prodotti dermatologici, e persino una vacanza in località balneare. Alla fine dell'estate è pronto il vaccino ma prima di inocularselo, chiede consiglio ad un amico medico, il quale afferma che le allergie alimentari causerebbero orticaria ed anzi il vaccino potrebbe provocare persino shock anafilattico, quindi sarebbe inutile. Egli prova anche con la medicina orientale, in particolare l'agopuntura.
Gli stessi medici cinesi, sentendo che tossisce molto, gli consiglieranno dei controlli radiografici e la successiva TAC, indicata a seguito di una massa al torace, sembra indicare la presenza di una neoplasia polmonare incompatibile con ogni tipo di cura; il successivo intervento chirurgico consente invece la diagnosi corretta della malattia per cui il protagonista inizia una terapia adeguata. Tempo dopo, consultando un'enciclopedia medica, Moretti trova la conferma che i sintomi di questa malattia sono proprio quelli di cui ha sofferto e che aveva sempre portato in anamnesi. Deluso dalla categoria, il regista conclude l'episodio, raccontato al tavolino di un bar colmo di tutti i farmaci acquistati, con l'amaro e sarcastico brindisi con bicchiere d'acqua a stomaco vuoto.

## Cast

### Cameo
Nell'episodio In Vespa è presente un cameo dell'attrice Jennifer Beals, di cui Moretti tesse le lodi e che vede comparire mentre passeggia lungo le mura di via di Porta Ardeatina in compagnia del regista Alexandre Rockwell, all'epoca suo marito.
Un altro cameo, sempre nello stesso episodio, è quello del regista Carlo Mazzacurati, che veste i panni di un critico cinematografico assalito dai rimorsi per aver scritto recensioni lusinghiere di alcuni film, quali Henry, pioggia di sangue, Il pasto nudo, Cuore selvaggio ed altri.
Nell'episodio Medici il primo dermatologo è interpretato dal poeta Valerio Magrelli, il secondo dermatologo dallo scrittore Sergio Lambiase, il "principe dei dermatologi" dal sassofonista Mario Schiano.

## Colonna sonora
Tra le varie canzoni del film si segnalano Batonga di Angélique Kidjo e Didi di Khaled. Interessante anche, alla fine del primo episodio durante la visita ad Ostia del monumento per la morte di Pasolini, il sottofondo con la fine della Parte I di The Köln Concert di Keith Jarrett. Le musiche sono opera di Nicola Piovani.

## Incassi
Caro diario si classificò al 21º posto tra i primi 100 film di maggior incasso della stagione cinematografica italiana 1993-1994.

## Riconoscimenti
- 1994 - Festival di Cannes
  - Premio per la miglior regia a Nanni Moretti
  - Candidatura Palma d'oro a Nanni Moretti
- 1994 - David di Donatello
  - Miglior film a Nanni Moretti e Angelo Barbagallo
  - Miglior colonna sonora a Nicola Piovani
  - Candidatura Miglior regista a Nanni Moretti
  - Candidatura Migliore sceneggiatura a Nanni Moretti
  - Candidatura Migliore produttore a Angelo Barbagallo e Nanni Moretti
  - Candidatura Miglior attore protagonista a Nanni Moretti
  - Candidatura Migliore fotografia a Giuseppe Lanci
  - Candidatura Miglior sonoro a Franco Borni
- 1994 - Nastri d'argento
  - Regista del miglior film a Nanni Moretti
  - Candidatura Miglior produttore a Nanni Moretti e Angelo Barbagallo
  - Candidatura Miglior soggetto a Nanni Moretti
  - Candidatura Miglior attore protagonista a Nanni Moretti
  - Candidatura Migliore colonna sonora a Nicola Piovani
- 1994 - Globo d'oro
  - Miglior film a Nanni Moretti e Angelo Barbagallo
  - Candidatura Miglior attore a Nanni Moretti
  - Candidatura Miglior musica a Nicola Piovani
- 1994 - Ciak d'oro
  - Miglior film a Angelo Barbagallo e Nanni Moretti[4]
  - Miglior regista a Nanni Moretti[4]
  - Miglior sceneggiatura a Nanni Moretti[4]
  - Miglior sonoro a Franco Borni[4]
  - Candidatura Miglior manifesto[4]